# Pierre Arnoul
Vous lisez un « bon article » labellisé en 2022.
Pour les articles homonymes, voir Arnoul.
Pierre Arnoul, né en 1651 et mort à Paris le 17 octobre 1719, est un officier de plume français, intendant de marine pendant le règne de Louis XIV. Fils de l'intendant de marine Nicolas Arnoul, il est le compagnon d'études et l'ami de Seignelay, fils et successeur de Jean-Baptiste Colbert. Pierre Arnoul bénéficie de la protection de Seignelay, qui est son supérieur hiérarchique puisqu'il succède à son père comme secrétaire d'État de la marine.
La très longue carrière de Pierre Arnoul, près de cinquante ans, dont il doit le début à son père, manifeste à la fois sa compétence et ses liens avec les Colbert. Elle ne subit qu'une brève interruption en 1679-1680, quand il est limogé après le naufrage catastrophique de deux navires.
Après avoir observé les marines de pays étrangers, il occupe successivement une grande partie des postes d'intendant de marine en France, au Levant comme au Ponant. Il administre ainsi les ports de Marseille (1673-1674, 1710-1719), en particulier l'arsenal des galères, Toulon (1674-1679), Le Havre (1680-1681), Bayonne (1681), Rochefort (1683-1688). Il dirige aussi l'organisation des classes et le ravitaillement de la flotte espagnole pendant la guerre de Succession d'Espagne.
Dans les ports qu'il dirige, en plus de la gestion quotidienne, il est à l'origine de plusieurs aménagements majeurs. Il propose divers projets, assez peu mis en œuvre, aux ministres successifs chargés de la marine. Il est un des administrateurs de la marine les plus compétents du règne de Louis XIV.
Sa première femme, Françoise de Soissan de La Bédosse, manipule l'ensemble de la famille Arnoul. En effet, elle marie d'abord ses deux fils, l'un avec la mère de Pierre Arnoul et l'autre avec la sœur de Pierre Arnoul avant de l'épouser lui-même, alors qu'elle est nettement plus âgée que lui. Elle gère leurs biens avec habileté. Après sa mort, Pierre Arnoul se remarie avec Marie-Henriette Brodart, fille d'intendant.

## Une famille sous emprise

### Les Arnoul, une famille d'intendants de marine
Pierre Arnoul est issu d'une famille d'intendants de marine. Il est le fils de l'intendant des galères à Marseille puis de Toulon Nicolas Arnoul (dont Colbert a fait la carrière), et de Geneviève Saulger, fille de Pierre Saulger, garde des rôles des offices. Nicolas Arnoul et Geneviève se sont mariés en 1643. Le frère de Pierre, Nicolas-François Arnoul de Vaucresson, après une carrière dans les îles d'Amérique, lui succèdera à l'intendance des galères de Marseille.
Pierre Arnoul est maintenu dans sa noblesse par arrêté du 24 octobre 1705. Il est seigneur de Vaucresson, La Tour-Ronde, Haute-Borne, Pierrebelle, Rochegude et Lagarde-Paréol.

### Pierre Arnoul sous l'emprise de la dame de Rus
Les parents de Pierre Arnoul, Nicolas Arnoul et sa femme Geneviève, rencontrent Françoise de Soissan de La Bédosse, dite la dame de Rus, à Digne en 1673 et ils sympathisent. Il semble qu'elle ait réussi à ce que le comte de Suze, son  probable amant, fasse donation de tous ses biens aux Arnoul. Leur fils Pierre Arnoul ne renonce à cette donation qu'en 1680. Nicolas Arnoul est frappé par une hémorragie cérébrale en 1674. La dame de Rus vient alors seconder Geneviève Saulger pour s'occuper du malade, paralysé, et parvient rapidement à diriger la maison des Arnoul.

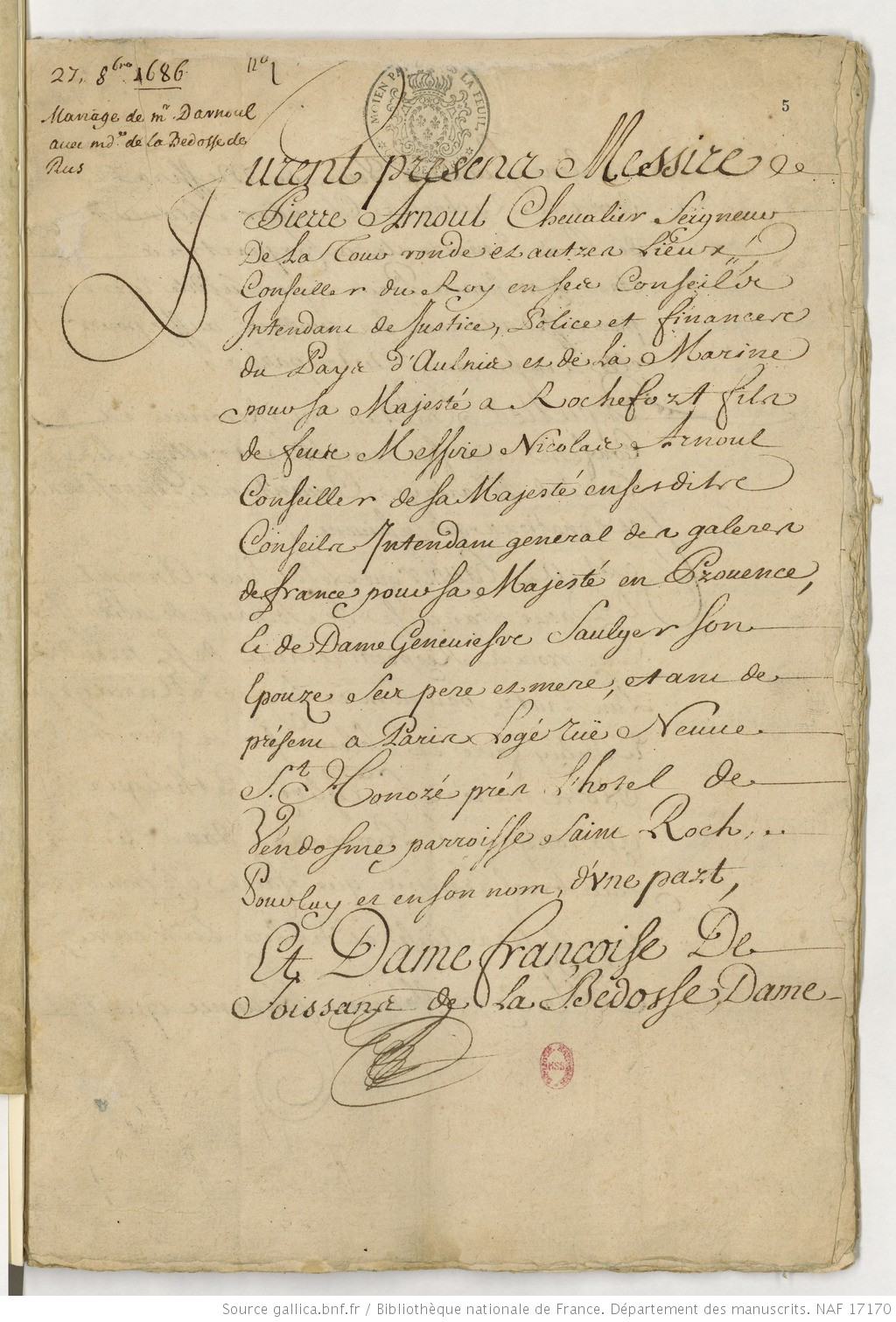
Première page du contrat de mariage de Pierre Arnoul et de Françoise de Soissan (27 octobre 1686). BNF.

Après la mort de Nicolas Arnoul le 18 octobre 1674, Pierre Arnoul et sa mère confient la direction des affaires familiales à Françoise de Soissan. Cette dernière n'oublie pas de s'enrichir personnellement. Comme la veuve Arnoul, quinquagénaire, semble développer un certain goût pour les hommes plus jeunes qu'elle, Françoise la convainc en 1676 de se remarier avec son fils aîné, Joseph-Horace de Rafelis, seigneur de Saint-Sauveur, âgé de vingt-six ans. Quatre ans plus tard, en 1680, c'est à Geneviève Arnoul, fille de Genevière Saulger et Nicolas Arnoul, que Françoise marie son second fils, Pierre-Dominique de Rafélis. Quand Françoise de Soissan devient veuve de son premier mari, en 1686, elle épouse Pierre Arnoul lui-même. Elle a cinquante-cinq ans et le marié trente-cinq. Ces mariages ont lieu malgré les mises en garde du ministre Seignelay, supérieur de Pierre Arnoul.
Par ces trois mariages, Pierre Arnoul est le beau-père des fils de Françoise, mais aussi beau-fils de l'aîné et beau-frère du cadet. Françoise de Soissan est la belle-fille de son fils aîné et la belle-sœur de son fils cadet. Son fils aîné, Joseph-Horace de Rafélis est le beau-père de sa propre mère et de son beau-père. Le fils cadet de Françoise, Pierre-Dominique de Rafélis, est le beau-frère de sa propre mère, le beau-fils de son frère et le gendre de sa belle-sœur. Geneviève Saulger, mère de Pierre Arnoul, meurt le 26 octobre 1683 et son jeune veuf se remarie ensuite avec Catherine des Isnard.
Françoise de Soissan meurt le 2 mai 1699, après une agonie de deux semaines. Par testament, elle confie à des religieux capucins des missions à Rochegude, Saint-Sauveur et Beaumes. Dans la seigneurie de Ruth (à Lagarde-Paréol, près d'Orange), qu'elle a héritée de son premier mari, elle fonde avec Pierre Arnoul une institution à la fois pieuse et charitable : ils financent l'installation de « solitaires », autrement dit d'ermites, qui accueillent des enfants qu'ils forment au travail manuel. C'est Pierre Arnoul lui-même, qui, après la mort de sa femme, décrit, dans un mémoire composé pour un procès contre sa sœur Geneviève, l'emprise exercée par Françoise de Soissan sur toute la famille. Il va même jusqu'à évoquer l'influence du diable. Mais il fait aussi état des qualités d'excellente gestionnaire de la dame de Rus et reconnaît en avoir bénéficié.
En secondes noces, Pierre Arnoul épouse le 17 octobre 1704 Marie-Henriette Brodart, fille de Jean-Baptiste Brodart, intendant des galères à Toulon en 1675 après Arnoul. Par cette alliance, il reste dans son milieu. Il est à ce moment un homme riche. Il possède à Marseille un ensemble immobilier mis en location qui comporte de grands entrepôts sur le port, près de l'arsenal, appelé le Marquisat de Villeneuve et que son père Nicolas Arnoul a créé. Il salarie plus d'une dizaine de domestiques à Paris. Sa seconde femme lui apporte une dot non négligeable. Ils ont cinq enfants.

### Expliquer l'emprise
En 1707, dans ses Lettres historiques et galantes, la journaliste Anne-Marguerite Petit du Noyer, évoque Françoise de Soissan, qu'elle qualifie d'« enchanteresse ». Elle souligne qu'il est exceptionnel « d'avoir su se faire aimer avec tant de passion et tant de constance dans un âge où l'on ne devrait causer que du dégoût ». Et elle fournit une explication toute simple : « Les uns la croient sorcière, les autres sainte, et moi je crois qu'elle n'est ni l'un ni l'autre, simplement une femme habile et adroite qui a été aidée par la fortune. ».
Dans la première moitié du XXe siècle, Françoise de Soissan est vue comme une aventurière habile et sans scrupule. Louis Delavaud la présente comme une intrigante qui profite de la grande crédulité et de l'entêtement de la famille Arnoul, sans nier son pouvoir de séduction et sa volonté. Pour Gaston Rambert, elle est rusée et cupide, mais sait convaincre sans drame. Selon Paul-Marie Bondois, la famille Arnoul est une proie pour la dame de Rus, qui accapare ses richesses.
En 2021, l'historien Lucien Bély voit en Françoise de Soissan une femme d'affaires ambitieuse et capable. Elle sait obtenir la confiance des autres, s'essaye au trafic d'influence et parvient à mettre sous sa coupe toute une famille. Elle prête de l'argent, intervient dans plus de trois cents actes notariés et se montre particulièrement habile à user de procédures judiciaires pour augmenter sa fortune. Elle gère les affaires de Pierre Arnoul, qui la laisse faire parce qu'il est accaparé par ses fonctions d'intendant de marine. Elle est une excellente gestionnaire et s'emploie à acheter des seigneuries comme Saint-Sauveur et Rochegude.

## Une carrière de presque cinquante ans

### Formation et premiers postes (1670-1674)
La relation entre Jean-Baptiste Colbert et Pierre Arnoul, déterminante pour le début de sa carrière, est une relation patron-client, comme on en trouve beaucoup d'autres dans la société d'Ancien Régime. Colbert promeut le fils, Pierre, par égard pour le père, Nicolas, et n'hésite pas à admonester son jeune protégé quand il le juge nécessaire.
En 1670-1671, Pierre Arnoul est envoyé en mission en Italie, en Flandre, en Angleterre et en Hollande. Il se forme à la construction navale, à l'organisation des fournitures, au radoub, aux tactiques. Il est ainsi capable de décrire à Colbert les techniques de construction des Néerlandais et leurs avantages, notamment l'utilisation de chevilles de bois à la place des fers utilisés par les Français.
À son retour en 1671, il est nommé commissaire de la marine à Toulon. Comme tel, il est embarqué sur la flotte française qui, avec ses alliés anglais, livre la bataille de Solebay face aux Hollandais. Ce combat, aux pertes sévères, a un résultat indécis et les deux camps affirment avoir gagné. Pierre Arnoul rend sur cet épisode un rapport détaillé, qui ne charge pas celui qu'on rend souvent responsable de ce manque de succès, l'amiral d'Estrées.
Arnoul devient en 1672 contrôleur général en Ponant. Il revient en Provence comme intendant des galères à Marseille en 1673, alors qu'il a une vingtaine d'années, succédant ainsi à son père Nicolas Arnoul. Il n'y reste qu'un an, devenant en 1674 intendant de marine à Toulon. Là aussi, il succède à son père.

### Intendant de marine à Toulon (1674-1679)

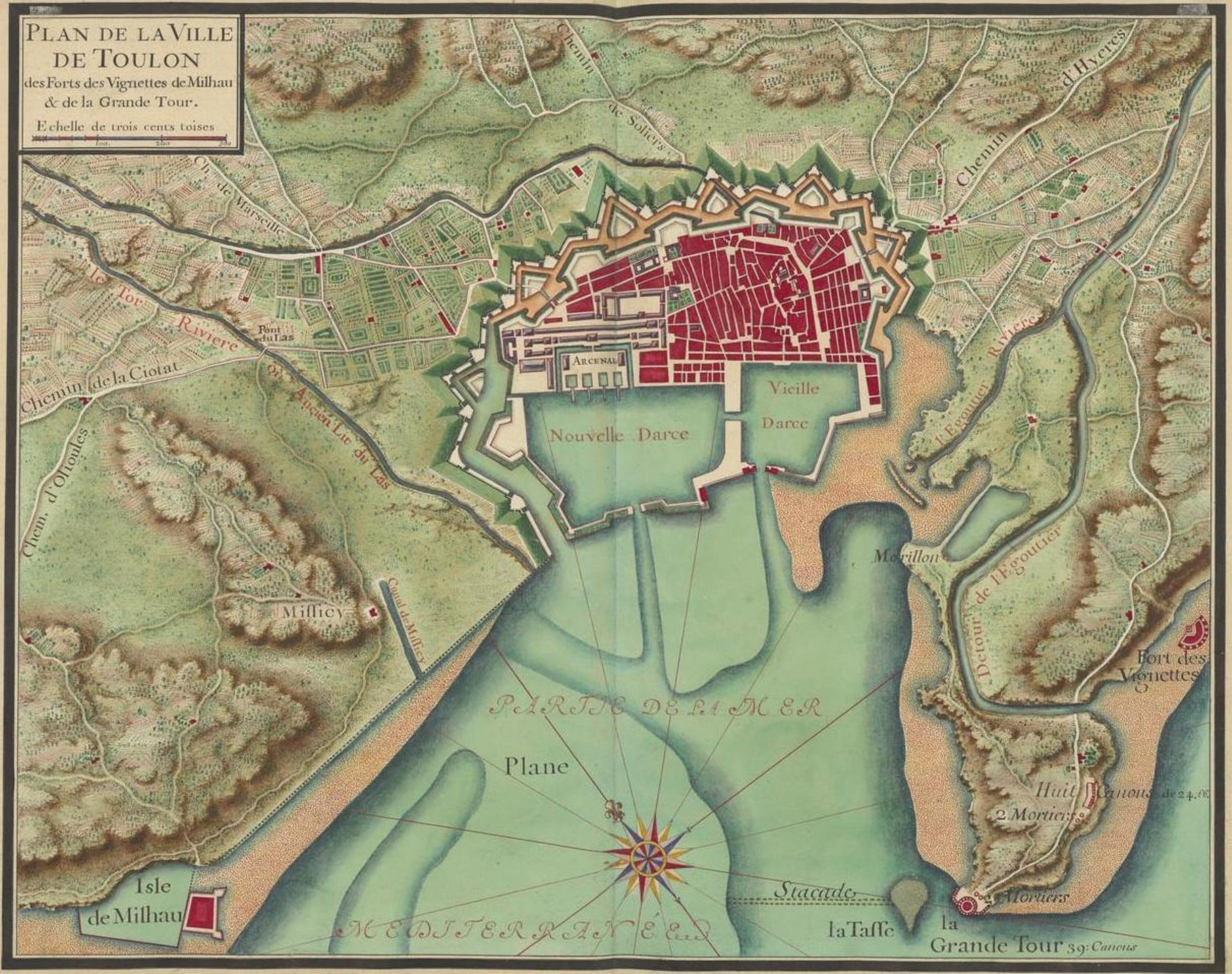
Le port de Toulon, de la flotte du Levant, ses deux darses et son arsenal en 1700. BNF.

Pierre Arnoul est intendant de marine à Toulon de 1674 à 1679. Dans l'arsenal, l'intendant de marine a un rôle essentiel : il supervise la construction navale, recrute les marins, gère les armements, etc. Ses pouvoirs s'étendent à la gestion du port, de la ville et de toute la région côtière. Il collabore avec l'intendant de la province, les compétences de chacun étant délimitées. Il correspond très régulièrement avec le secrétaire d'État de la marine, de qui il reçoit ses ordres et à qui il rend compte. Seignelay reproche d'ailleurs à Pierre Arnoul de ne pas exposer assez clairement par écrit les projets qu'il lui soumet. Il lui réclame des dessins des pièces nécessaires pour la construction des bateaux, en demandant des échelles et des dimensions précises, y compris pour les pièces d'ornementation.
Alors qu'il est encore très jeune, Pierre Arnoul est chargé des armements de la flotte du Levant. La tâche est difficile. Pierre Arnoul crée une nouvelle darse dans le port de Toulon. En 1676, il propose l'installation de moulins à scier, qu'il a vu fonctionner aux Provinces-Unies. Il doit notamment faire face aux difficultés d'approvisionnement en bois de construction : entre le moment où il commande les bois nécessaires et celui où ils arrivent à Toulon, transportés par flottage depuis les forêts de Bourgogne et de France-Comté, plus d'un an s'écoule. Il donne aussi l'ordre de faire venir du bois des Hautes-Alpes. À la fin des années 1670, il visite Saint-Étienne, Saint-Gervais et le Nivernais pour y examiner les ressources disponibles, en bois surtout.
De plus, il propose en septembre 1678, dans un long mémoire, un projet d'aménagement des bras du Rhône afin d'améliorer la navigabilité dans son delta. Il y insiste sur la nécessité et l'urgence des travaux à accomplir, la profondeur des bras du Rhône étant trop faible pour y naviguer efficacement. Ce projet ne sera pas exécuté.
Afin d'accélérer la construction des navires, il les fait monter avec succès par les maîtres charpentiers à partir d'éléments préfabriqués. Ainsi, à la demande de Colbert, il organise le 14 juillet 1679 le montage d'un bateau en sept heures, relaté comme un exploit technique et logistique. Colbert expose ce projet en juillet 1678 aux trois intendants de Brest, Rochefort et Toulon : il veut faire plaisir au roi et attirer son attention sur la marine. Arnoul est d'abord le plus réticent, jugeant le projet impossible. Il fait néanmoins réaliser une halle pour ranger les pièces de construction du navire de façon à réduire leur manutention et organise des répétitions avant le jour de « l'espreuve du vaisseau qui a été faite à Toulon en sept heures ». La même année 1679 voit naître à Toulon une des premières tentatives d’école de construction pour les fils des maîtres charpentiers, où on leur apprend notamment le dessin.
De 1675 à 1679, alors que Toulon est le premier port arsenal du royaume, Arnoul y mène de front les constructions navales, l'armement des escadres de guerre, l'entretien des bâtiments, les problèmes de ravitaillement et la gestion du personnel, le tout pour plus du tiers des forces navales françaises.

### Un limogeage spectaculaire mais bref (1679-1680)
Il est limogé en 1679 après les naufrages les 19 octobre 1679 et 21 octobre 1679, dans une tempête, de deux vaisseaux, le Sans-Pareil et le Conquérant, qui appartiennent à la division commandée par Tourville au large de la Bretagne. Ces naufrages sont dramatiques : des centaines de marins périssent, Tourville lui-même en réchappe de justesse, à la nage. Seignelay est furieux et accuse Pierre Arnoul d'être responsable de cette tragédie en ayant mal fait radouber ces bateaux. Il lui écrit :

« Vous êtes la cause de la perte de deux des plus grands vaisseaux du roi et de plus de huit cents hommes dont étaient composés leurs équipages. Vous êtes la cause du décri dans lequel cet accident, qui n'est jamais arrivé aux autres nations, mettra la marine parmi les étrangers, et vous avez anéanti toutes les précautions qui ont été prises pour établir un bon ordre dans la marine. Ainsi, vous devez dès à présent compter que le roi ne peut plus se servir de vous, ni dans l'emploi que vous occupez ni dans aucun autre. »

La colère de Colbert et de son fils s'explique. Ces naufrages ont causé plus de morts que chacune des batailles navales récentes. Parmi les noyés figurent des  officiers, dont un neveu de Jean-Baptiste Colbert et un neveu de Tourville. Pour les Colbert, les voies d'eau qui ont causé les pertes du le Sans-Pareil et du Conquérant sont dues à des radoubs bâclés effectués à Toulon. Un épisode similaire qui a eu lieu précédemment, en 1677, concernant un autre navire, le Florissant, les conforte dans cette idée. Le plus grave est que Seignelay lui-même n'avait pas remarqué ces dysfonctionnements quand il était venu à Toulon : il faut donc faire porter la responsabilité sur Arnoul pour éviter que les ministres ne soient atteints par le discrédit.
Seignelay envoie à Toulon l'intendant de marine Brodart et Duquesne, qui accablent Pierre Arnoul en lui attribuant la responsabilité de ces avaries. Arnoul se défend de tout manquement, incriminant la trop grande rapidité du travail au port et la fortune de mer inhérente à toute navigation. De fait, ses responsabilités personnelles ne sont pas aussi nettes. Il est finalement renvoyé en décembre 1679. Seignelay fait ainsi un exemple, satisfaisant le roi en sacrifiant un ami, mais c'est l'entretien de la flotte en général qui laisse à désirer, parce qu'il est mal financé.

### Intendant de marine du Havre à Rochefort (1680-1688)
La disgrâce de Pierre Arnoul ne dure pas, ce qui s'explique certainement par ses liens privilégiés avec Seignelay. Dès 1680, Arnoul est nommé intendant de marine au Havre. Il cherche notamment à développer l'École royale d'hydrographie du Havre, qui forme au brevet de capitaine ou de pilote de bateau, et rapporte que le nombre de ses élèves est en pleine croissance grâce à la réorganisation qu'il y a menée. Il est intendant des fortifications de Bayonne en 1681 et de l'île de Ré en 1682.

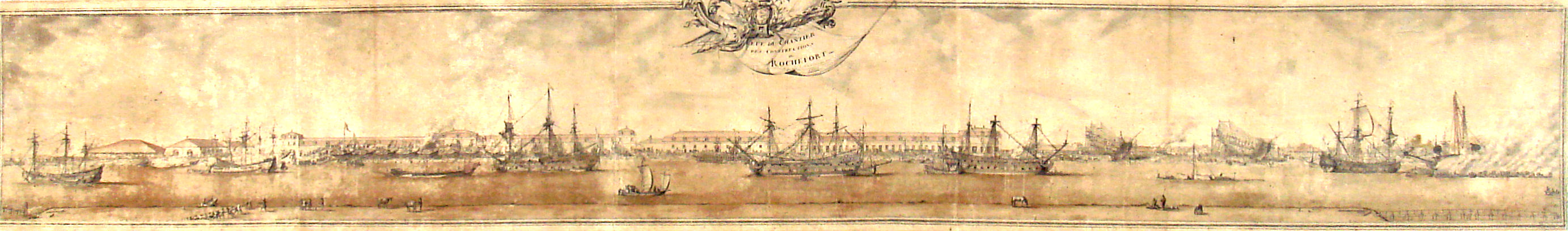
L'arsenal de Rochefort en 1690 (Musée Ernest Cognacq).

Pierre Arnoul devient intendant de marine à Rochefort en 1683, où il arrive dès le mois de janvier, et y reste jusqu'en 1688. Ses responsabilités ne se limitent pas au port de Rochefort : il est officiellement « intendant de justice, police, finances, marine et des fortifications et places maritimes du département de Rochefort », ce qui signifie qu'à ses missions d'intendant de marine s'ajoute un champ de compétences d'administration civile : la justice, la police et la gestion des finances. Son successeur en 1688, Michel Bégon, a des fonctions restreintes au port de Rochefort, sans doute parce que la guerre de La Ligue d'Augsbourg se prépare alors. Le port et l'arsenal de Rochefort sont alors de création récente, nés de la volonté de Colbert et de son cousin Colbert de Terron dans les années 1660.

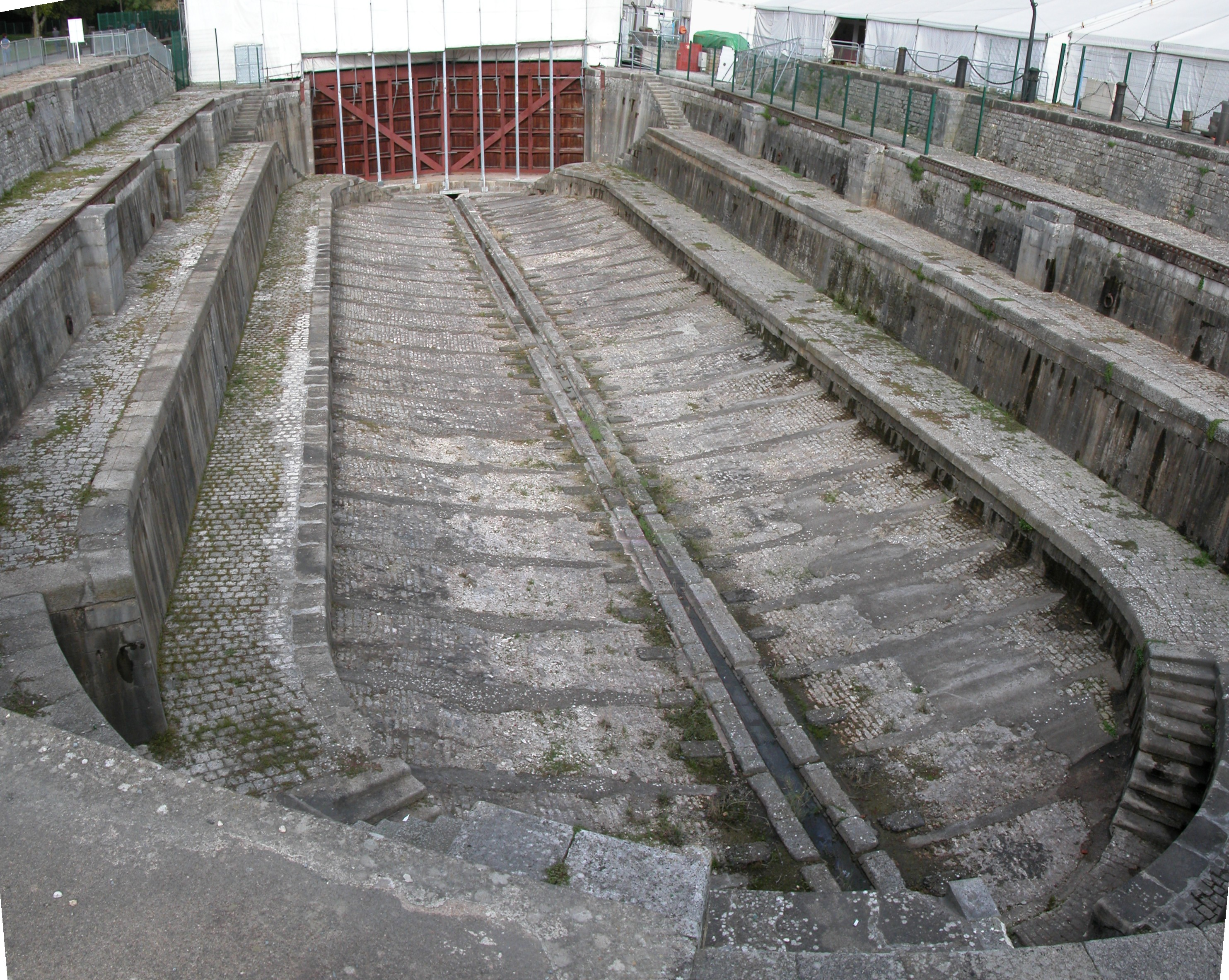
Forme de radoub de Rochefort commencée en 1683 sur les plans de Pierre Arnoul mais achevée seulement vers 1725 (photo prise en 2006).

Dès 1683, Arnoul installe à Rochefort l'hôpital qui était jusque-là à Tonnay-Charente et le confie aux lazaristes, tout en prenant d'autres mesures de réorganisation de la vie religieuse, créant notamment une paroisse nouvelle. La même année, il lance la construction d'une nouvelle forme de radoub, constituée de deux bassins, qui ne sera achevée que bien après son départ de Rochefort. Elle est classée monument historique depuis 1989. Comme les autres intendants de marine, Arnoul se préoccupe de la lutte contre les épidémies et prévoit des quarantaines pour les navires arrivant du Canada. Vers 1685, il soutient un projet de création d'un haras, dans une forêt proche de Rochefort, financé par des intérêts privés. Ce haras ne voit pas le jour.
Après la révocation de l'Édit de Nantes en 1685, Arnoul cherche à créer des écoles dans les paroisses rurales de la Saintonge et de l'Aunis, très marquées par le protestantisme, à la fois pour éduquer les enfants et pour les convertir au catholicisme, alors que les écoles protestantes ont été fermées par la révocation. Il n'obtient qu'un succès mitigé, à cause de la pénurie de maîtres d'école, du manque de financements et de la résistance des parents. Il propose également la création d'un établissement universitaire à La Rochelle, pour lutter contre l'exode des jeunes, mais il ne convainc pas à Versailles. Au total, il réussit à créer un début de réseau scolaire, qui naît grâce à son volontarisme. Il joue en effet un rôle moteur dans cette campagne de scolarisation. Pour faire face aux difficultés chroniques de recrutement de la marine, il propose en 1686 à Seignelay de recruter comme matelots des charpentiers et des calfats. Cette idée séduisante se révèle inapplicable, faute de main-d'œuvre.

### De la Picardie à l'administration des classes (1688-1703)
Il est muté en 1688. En effet, quand éclate la guerre de la Ligue d'Augsbourg, Pierre Arnoul devient intendant des fortifications maritimes en Picardie et dans les pays conquis.
En 1690, de concert avec Michel Bégon, qui lui a succédé comme intendant à Rochefort, il y dirige la construction de galères du Ponant, mené par des charpentiers marseillais. Il vante le résultat, décrivant des embarcations d'un faible tirant d'eau, conçues pour une navigation côtière. Il organise aussi le voyage de Marseille à Rochefort, par la mer Méditerranée, le canal du Midi, la Garonne et la Gironde, des équipages et chiourmes prévus pour ces galères, soit plus de 5 000 hommes. Le transfert est organisé en quatre détachements et le tout s'étale de la fin mars à la mi-mai.
À la fin de cette même année 1690, le marquis de Seignelay, secrétaire d'État à la Marine, décède prématurément. Sa succession est ouverte. À ce moment, Pierre Arnoul est, avec François d'Usson de Bonrepaus, un des meilleurs connaisseurs de la marine en France. Mais il reste un technicien et un homme nouveau, à qui on ne saurait confier des responsabilités proprement politiques. C'est donc Louis de Pontchartrain qui, malgré son manque de compétences maritimes, devient secrétaire d'État à la Marine.
La situation sanitaire est alors très mauvaise à Brest. La flotte de Tourville y débarque en 1690 plusieurs milliers de malades, qui sont en partie hébergés chez l'habitant. Au début de l'année 1691, Pierre Arnoul y est envoyé en mission d'inspection par le nouveau ministre. Il lui propose d'augmenter la capacité de l'hôpital de la Marine, ce que Pontchartrain accepte sans discuter. Brest est ainsi doté d'une capacité hospitalière de plus de 1 500 lits, en accord avec l'importance de son arsenal.
En 1692, Arnoul succède à Usson de Bonrepaus dans l'administration des classes. Le système des classes est un dispositif de recrutement des matelots mis en place par Colbert en 1670. Chaque matelot doit un service par roulements, une année sur trois, sur les vaisseaux de la marine et, pour cela, est inscrit sur des listes. Arnoul reste inspecteur général des classes pendant dix-huit ans.
C'est probablement en 1696 qu'il rédige un mémoire exposant un projet de chambre diplomatique, qui réunirait les anciens ambassadeurs à l'étranger à leur retour à Paris. Ils recevraient le titre de conseiller d'État, tisseraient des relations avec l'ambassadeur occupant leur ancien poste, se concerteraient, donneraient des avis au ministre, et participeraient à la formation des jeunes diplomates. Ces idées, qui ne sont pas appliquées, montrent un souci d'ordonner la carrière diplomatique.
Vers 1701, Pierre Arnoul rédige un autre mémoire, consacré à un tout autre sujet, la production de sucre dans les Indes occidentales. Il l'étudie du point de vue du développement économique colonial et du trafic maritime. Il y compare l'industrie sucrière française des Antilles à sa concurrente anglaise, dont il souligne les progrès. Pour développer la production de sucre aux Antilles, il propose d'imiter les méthodes anglaises en réduisant les taxes. Il évoque aussi d'autres produits commerciaux coloniaux : le cacao, le tabac, le coton et l'indigo.

### De l'Andalousie à Marseille (1703-1719)
Pendant la guerre de Succession d'Espagne, Pierre Arnoul participe à la défense maritime de l'Espagne et organise le ravitaillement de sa flotte. Arrivé en Espagne en 1703, il y est intendant des fortifications maritimes, particulièrement actif en Andalousie, gérant notamment le port de Cadix.

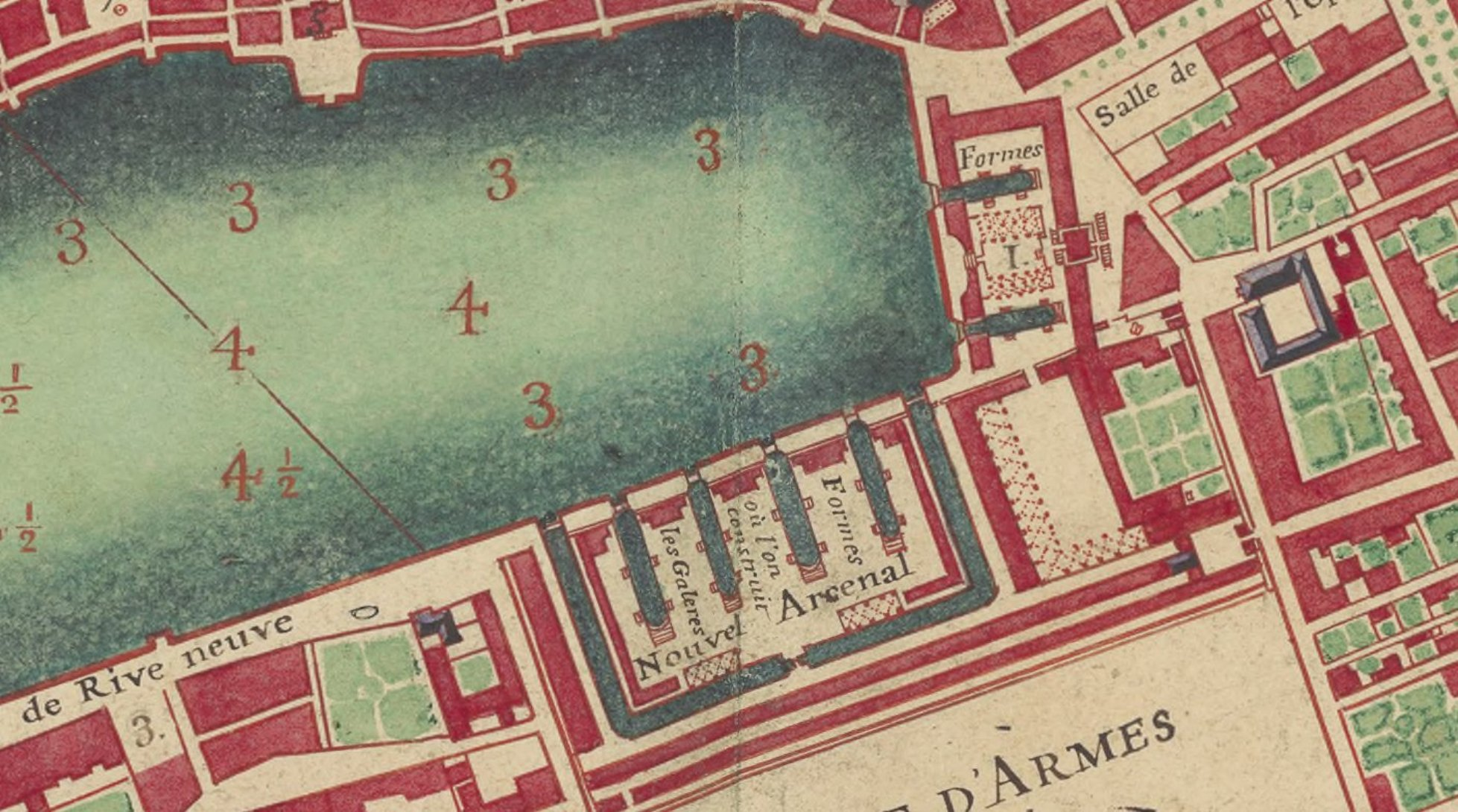
Plan de l'arsenal des galères en 1700 (détail du plan du port de Marseille). BNF.

Pierre Arnoul est à nouveau intendant des galères à Marseille de 1710 à sa mort en 1719. Plus précisément, il est à la fois intendant des galères et intendant du commerce à Marseille, cette dernière intendance étant alors séparée de celle d'Aix-en-Provence. Il s'arroge à ce moment le titre d' « intendant du commerce en Provence » et reçoit une pension de la Chambre de commerce de Marseille. Il est également conseiller d'honneur au Parlement de Provence. En 1710, il est commis par le roi pour régler un différend financier important entre le corsaire Jacques Cassard et la ville de Marseille, mais l'affaire reste longtemps pendante.
À la fin de la guerre de Succession d'Espagne, les galères françaises ne servent plus. Pierre Arnoul écrit que dans l'arsenal de Marseille - que son père Nicolas Arnoul a fait construire - il fait arracher l'herbe qui pousse par manque de passage et qu'il relance l'activité des ouvriers, faisant achever une galère et organisant un grand rangement.
En octobre 1715, le nouveau Conseil de marine, très récemment mis en place dans le cadre de la polysynodie, demande des comptes à Pierre Arnoul sur sa gestion des forçats qui servent sur les galères. Le Conseil de marine lui réclame, avec insistance, des listes de libérés. En effet, les condamnés aux galères, souvent, ne sont pas libérés au terme de leur peine et s'en plaignent. Après avoir tergiversé, Pierre Arnoul obtempère et, grâce à cette intervention du Conseil de marine, la durée de la peine est mieux respectée et la proportion de galériens qui en sortent vivants augmente, pour ceux condamnés à de courtes peines.
Pierre Arnoul meurt lors d'un voyage à Paris le 17 octobre 1719 alors qu'il est encore en poste à Marseille. Au total, sa carrière a duré près de cinquante ans, pendant lesquels il a occupé presque tous les postes de la marine, sauf les intendances et Brest et de Dunkerque. Sa compétence est indéniable,. Son frère, Nicolas Arnoul de Vaucresson, lui succède comme intendant des galères.
Nicolas de Largillierre a peint un portrait de Pierre Arnoul, en tant que conseiller d'honneur au Parlement de Provence. Ce portrait a ensuite servi de modèle à une gravure réalisée en 1727 par Jacques Cundier, qui est conservée dans le fonds ancien de la bibliothèque Méjanes, à Aix-en-Provence. Les papiers de Pierre Arnoul et de son père Nicolas sont conservés à la Bibliothèque nationale de France. L'essentiel réside dans la correspondance entre les intendants Arnoul et les ministres successifs, Colbert, Seignelay et Pontchartrain. Ce sont des documents d'un grand intérêt pour comprendre l'action politique de la France. Le fonds comprend aussi des documents privés et témoigne de la polyvalence des tâches accomplies par la Pierre Arnoul et son père.

## Héraldique
| Blason | Blasonnement : D'azur à la fasce d'or accompagnée en chef de trois roses d'argent et en pointe de trois croissants entrelacés du même. |